# Ellingsenius sculpturatus
Ellingsenius sculpturatus es una especie de arácnido del orden Pseudoscorpionida de la familia Cheliferidae.

## Distribución geográfica
Se encuentra en el sur de África  y en la República Democrática del Congo.